# Golem (Bretan)
Golem, původním autorským názvem Člověk z hlíny nebo Golemova vzpoura (v rumunském originále Omul de Lut nebo Revolta lui Golem, maďarsky Gólem lázadása, německy Golem der Rebell), je opera o jednom dějství rumunského skladatele Nicolae Bretana na jeho vlastní libreto podle divadelní hry Illése Kaczéra (1887–1980) Golem se chce stát člověkem. Měla premiéru 23. prosince 1924 v Maďarské opeře v Kluži.

## Vznik a charakteristika opery
Nicolae Bretan prožíval na počátku 20. let 20. století úspěšné období: měla úspěšnou premiéru jeho první opera Světlonoš, narodila se mu (jeho jediná) dcera Judit, úspěšně zpíval v maďarském divadle v Kluži a současně hostoval v rumunském divadle tamtéž. Po připojení Transylvánie k Rumunsku Trianonskou smlouvou cítil Bretan jako vlasteneckou povinnost nabídnout své služby rumunské opeře, kam v roce 1922 i přestoupil. Ředitelem rumunského divadla v Kluži se však stal Constantin Pavel, Bretanův dlouholetý odpůrce, a skladatelova situace se měla brzy zhoršit.
Mezitím však v říjnu 1922 zhlédl Bretan v maďarské činohře hru Illése Kaczéra Golem se chce stát člověkem (Gólem ember akar lenni). Začal přemýšlet o jejím zhudebnění, vyžádal si spisovatelovo svolení a v červnu 1923 přistoupil k její kompozici; nejen že ji napsal za velmi krátkou dobu devíti dnů (od 29. června do 8. července 1923), ale navíc vytvořil libreto simultánně v rumunštině, maďarštině a němčině (všechny tyto jazyky ovládal na literární úrovni).
Zatímco námět je převzat ze známé pražské pověsti o Golemovi, tématem je lidská touha zanechat po sobě na světě stopu. Pro rabbiho Löwa ztělesňují výsledek tuto touhu tři další postavy opery: vnučka Anna je jeho potomkem, Golem jeho vlastnoručním výtvorem, učedník Baruch jeho intelektuálním dědicem. Vedle toho je zde téma snahy člověka vyrovnat se Stvořiteli, které končí uznáním porážky. Nejde však jen o intelektuální dilema rabbiho Löwa, psychologicky a emočně nejpropracovanější a nejrozmanitější postavou je překvapivě Golem, „belcantový rebel“, jehož touze po lásce a po životě, který by pokračoval i dalšími generacemi, odpovídá i hudba zacházející do extrémů od brutality do něhy. Sám Bretan řekl: „Golem je lidštější než mnohé lidské bytosti.“ Jako motto opery zvolil skladatel biblický citát „De profundis ad te clamavi, Domine!“
Podobně jako v jiných Bretanových operách je samotný děj bez dramatických okamžiků. Až na moment, kdy rabbi vytrhne Golemovi z úst šém, sestává akce jen z rozhovoru. Vlastní konflikt se odehrává v nitru postav. Hlavními hrdiny opery jsou rabbi Löw a Golem; Löwova dcera Anna a učedník Baruch jsou významní svou přítomností, jejich vokální part je však velmi krátký. Podobně jako ve Světlonošovi používá Bretan v Golemovi sbor, avšak jen ze zákulisí (jako hlas nebes) a na jediném, poměrně krátkém místě. V klíčovém místě – když Golem spatří Anninu nahotu a konsternovaně se zastaví, čímž dá rabbimu příležitost ho zničit – se ozve citát ze Světlonoše spojený se sestoupením božstva na zem mezi smrtelníky.
Bretan plánoval uvést svou operu již v sezóně 1923/1924, ale ještě před jejím začátkem byla rumunská vláda nucena zrušit veškeré dotace na operu. V případě klužského rumunského divadla byla jednou z prvních obětí právě inscenace Bretanova Golema. Díky svým dobrým stykům s klužskou maďarskou operou nakonec Bretan dosáhl toho, že Golem byl poprvé uveden na této scéně v maďarské verzi 23. prosince 1924.
Díky známému námětu i inscenační nenáročnosti je Golem světově nejhranější Bretanovou operou. Roku 2008 byl například uveden v Marseille v rámci festivalu Festival des Musiques Interdites Marseille Terezin 2008. Roku 2015 jej uvádí Neuköllner Oper (v Berlíně–Neuköllnu).
Opera trvá asi 50 minut.

## Osoby a první obsazení
| Postava                      | Hlasový obor    | Premiéra (23. 12. 1924) |
| ---------------------------- | --------------- | ----------------------- |
| Golem, hliněný muž           | baryton (tenor) | Mihály Takács           |
| Rabbi Löw                    | tenor           | Ödön Rethély            |
| Anna, Löwova vnučka          | soprán          | E. Bethlen              |
| Baruch, Löwův učedník        | basbaryton      | Ferenc Harcsay          |
| Sbor – hlas podzimního větru |                 |                         |
| Dirigent:                    | Dirigent:       | Nicolae Bretan          |
| Režie:                       | Režie:          | Nicolae Bretan          |

## Děj opery
Odehrává se v Židovském městě pražském. Velká, goticky klenutá místnost v domě rabbiho Löwa.
Rabbi Löw čte ve velké knize, tiše prozpěvuje modlitby. V posteli v rohu místnosti leží jeho šestnáctiletá vnučka Anna, těžce nemocná.
Po rabbiho pravici stojí Golem. Rabbiho jeho blízkost znervózňnuje, posílá ho hlídat oheň a sám horečně hledá v knihách příčinu Anniny choroby a lék na ni. Ale Golem rabbiho neposlouchá a nechce jít spát. Löwův učedník Baruch mlčky přináší knihu a při odchodu pohlédne k Anninu lůžku. Golem ho sleduje s nenávistí. Pak Löwovi prozradí, co způsobilo Anninu nemoc: Golem ji objal a políbil. Přesvědčuje sám sebe, že po něm Anna touží, ale nemůže popřít, že se ho dívka děsí. A je to právě fyzický kontakt s neživým Golemem, který Anně sebral životní síly.
Golema trápí, že není člověkem, a proto nemůže být Anně partnerem. Naléhá na rabbiho, aby mu dal skutečnou lidskou podobu, tělo z masa a kostí. Rabbi odmítá a tvrdí Golemovi, že to neumí. Přikazuje mu jako svému stvoření, aby na Annu zapomněl. Ale stejně jako lidé ani Golem si mnoho nedělá z příkazů svého stvořitele a holedbá se svou silou: celou Prahu by unesl na ramenou a nebojí se ani císaře.
To, co Golemovi způsobuje největší bolest, je jeho neplodnost. Polykal semena ovoce a procházel se v dešti, aby v něm vzklíčila k životu, ale marně: není uhněten z úrodné prsti, ale z jalového jílu. Cítí se vyrván z koloběhu stvoření a sní o Anně jako o své matce, dítěti i matce svého dítěte. Proč není Anna golemem – nebo on člověkem?
Anna blouzní. Když se k ní Golem s něžnými slovy přiblíží, odhání ho dívka jako anděla smrti, hrozí se jeho doteku a tiskne se k dědovi. Löw i Anna se modlí k Bohu za uzdravení.
Na Golemovu opakovanou žádost Löw vysvětluje, že jej nemůže učinit člověkem a dát mu schopnost plození. Golem nevěří a hrozí mu: nemůže-li jej rabbi učinit skutečně živým, může Golem rabbiho zabít. Löwův výkřik vzbudí učedníka Barucha. Golem ho vábí – prý aby jej mohl zabít společně s Löwem – ale Löw posílá Barucha pryč. I pomyšlení na to, že Anna umře a promění se v hlínu, Golema nejprve potěší, brzy však převládne lítost a soucit: Anna si přece tolik přeje žít.
Löw vysvětluje Golemovi, že jej oživil tím, že mu pod jazyk vsunul lístek s napsaným pravým Božím jménem. Nábádá ho, aby svému utrpení z nedosažitelných slastí života učinil konec tím, že si lístek vytrhne z úst. Golem nejprve hodlá uposlechnout, ale pak – k Löwovu zoufalství – trvá na své touze žít. Nechť rabbi napíše další pergameny, které z něj učiní pohledného muže z lidských tkání, aby se mohl stát Anniným ženichem. Sní o jejich společné budoucnosti, o tom, jak jí koupí všechny šperky Prahy a on sám se stane císařským maršálem.
Löw však takovou bohaprázdnou proměnu učinit neumí a nechce. Raději Golema zničí. Ale položivý Golem nemá ze smrti strach. Má-li být mrtvou hlínou, vezme Annu s sebou – stačí ji jen obejmout. Blíží se k lůžku a ani Löwovo zaklínání jej nezastaví. Probudí však Annu, která se vyděšeně vztyčí v posteli a noční košile se jí sveze z ramen a prsou. Golem nad tímto pohledem zůstává stát s otevřnými ústy; toho rabbi využije a vytrhne mu pergamen zpod jazyka. Golem se skácí jako neživá socha; je mrtev.
Rabbi je nešťasten, že musel svého „zázračného hliněného muže“ zabít, aby mohla Anna žít. Podzimní vítr zpívá Golemovi píseň věčného odpočinku (sbor Dormi tu în pace, al omului vis). Anna vstává zdráva z postele, do pokoje padají sluneční paprsky. Anna i Löw vzdávají Bohu díky za dívčino uzdravení (duet Inima mea îndurerată). Anna nařizuje, aby byl Golem pohřben jako člověk, protože tolik miloval, a lituje ho. Löw ji objímá: Golemova smrt jí vrátila život.

## Instrumentace
3 flétny (1 pikola), 2 hoboje, 1 anglický roh, 2 klarinety, basklarinet, 2 fagoty, 4 lesní rohy, 3 trubky, 3 pozouny, 1 tuba, 3 tympány, bicí souprava, smyčcové nástroje (1. a 2. housle, violy, violoncella, kontrabasy).

## Nahrávka
- 1987 (CD Nimbus Records 1996, NI 5424). Zpívají: (Golem) Alexandru Agache, (rabbi Löw) Tamás Daróczy, (Anna) Sandra Şandru, (Baruch) Dan Zancu. Moldavskou státní filharmonii Jasy (Filarmonica de Stat Moldova) řídí Cristian Mandeal.